# Sensor de pressió

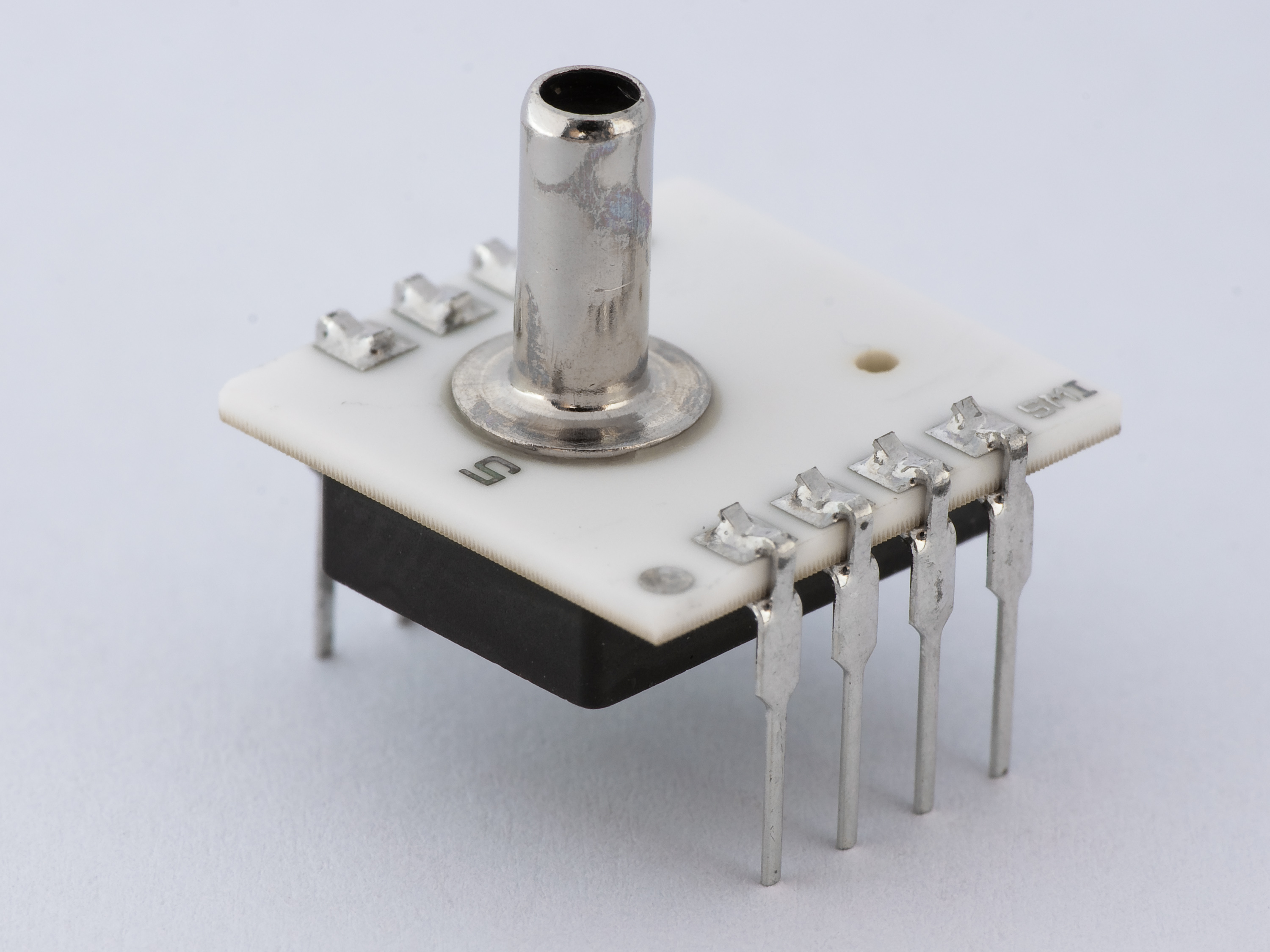
Sensor de pressió d'aire digital

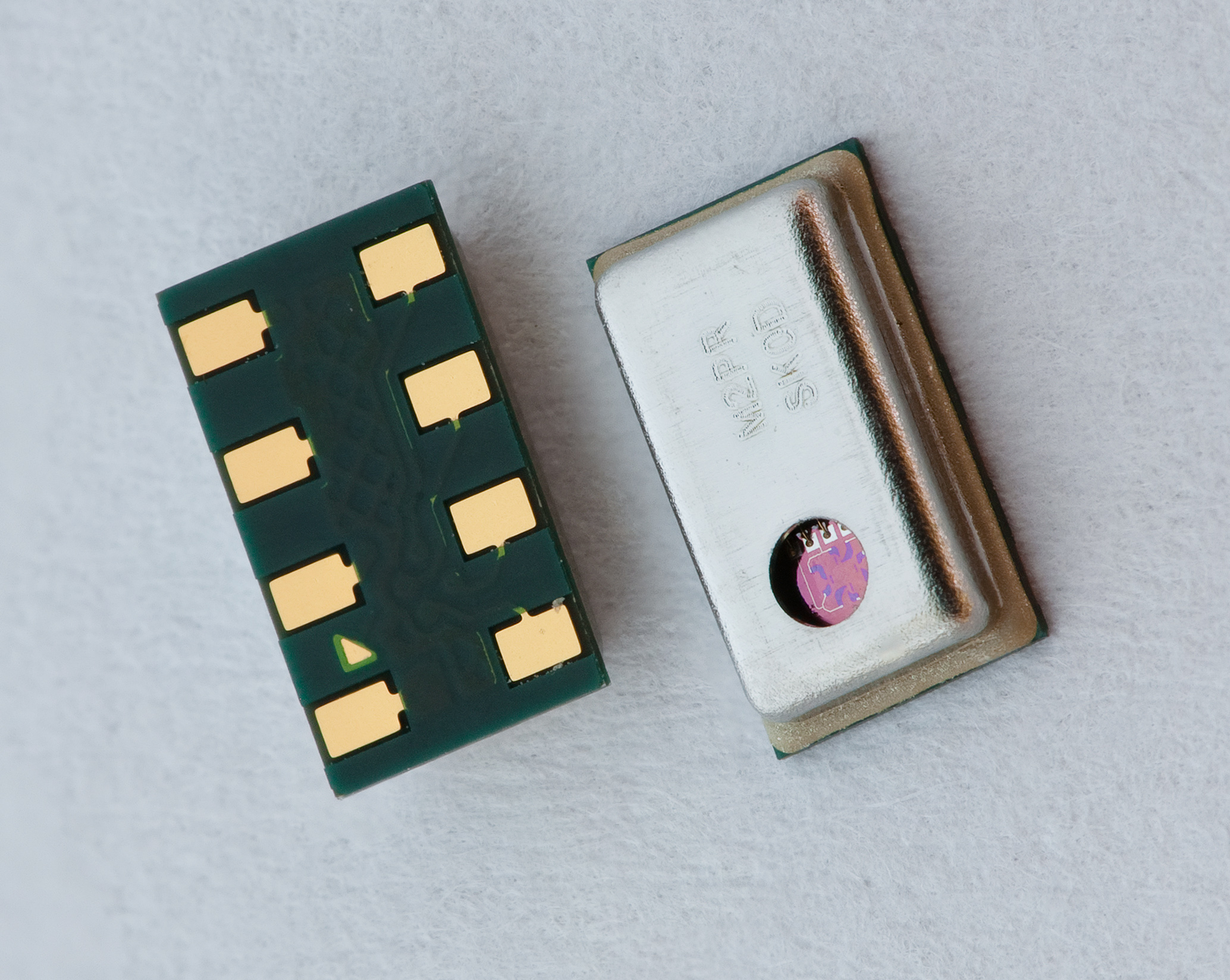
Sensor de pressió baromètrica digital miniature

Un sensor de pressió, transductor de pressió, transmissor de pressió, indicador de pressió, piezòmetre o manòmetre, entre altres noms, és un dispositiu que mesura la pressió de gasos o líquids a partir de monitorar la deformació elàstica de diafragmes, manxes i tubs. La pressió és una expressió de la força necessària per retenir un fluid en expansió, i en general s'expressa en termes de força per unitat d'àrea. Un sensor de pressió en general actua com un transductor, és a dir, que genera un senyal com una funció de la pressió rebuda. Als efectes d'aquest article, aquest senyal és elèctric.
Els sensors de pressió s'utilitzen per al control i la vigilància en milers d'aplicacions d'ús quotidià. Els sensors de pressió també es poden utilitzar per a mesurar indirectament altres variables com ara el flux de líquids o gasos, la velocitat, el nivell de l'aigua o l'altitud. Els sensors de pressió també s'anomenen 
Els sensors de pressió poden variar molt quant a tecnologia, disseny, rendiment, conveniència de l'aplicació i cost. Una estimació conservadora seria que almenys hi ha 50 tecnologies i més de 300 empreses treballant en la fabricació de sensors de pressió arreu del món.
Hi ha una tipus de sensors de pressió especialment dissenyats per a mesures dinàmiques i per a detectar canvis molt ràpids en la pressió. Exemples d'aplicacions per a aquest tipus de sensor serien la mesura de la pressió de combustió als cilindres d'un motor o en una turbina de gas. Aquests sensors es fabriquen normalment amb materials piezoelèctrics com ara el quars.
Alguns sensors de pressió, com els utilitzats en algunes càmeres de control del trànsit, tenen un funcionament binari (OFF / ON), és a dir, que quan s'aplica pressió a un sensor aquest actua per obrir o tancar un circuit elèctric. Aquests tipus de sensors s'anomenen interruptors de pressió o pressòstats.

## Tipus de mesures de pressió
Els sensors de pressió es poden classificar segons els rangs de pressió que mesuren, els intervals de temperatures de funcionament i, sobretot, pel tipus de pressió que mesuren. Els sensors de pressió reben diferents noms segons la seva finalitat, però a vegades la mateixa tecnologia s'anomena amb diferents noms.
- Sensor de pressió absoluta: mesura la pressió relativa al buit perfecte.
- Sensor de pressió manomètrica: mesura la pressió relativa a la pressió atmosfèrica. Un indicador de pressió dels pneumàtics és un exemple de mesura de pressió manomètrica; quan indica zero vol dir que la pressió mesurada és la mateixa que la pressió ambient.
- Sensor de pressió de buit: aquest terme s'utilitzat tant per descriure els sensors que mesuren les pressions inferiors a l'atmosfèrica, mesurant la diferència entre la baixa pressió i la pressió atmosfèrica (és a dir, la pressió manomètrica negativa), com pels sensors que mesuren aquestes pressions baixes en relació al buit perfecte, és a dir, que donen la pressió absoluta.
- Sensor de pressió diferencial: mesura la diferència entre dues pressions, una connectada a cada costat del sensor. S'usen per a mesurar moltes propietats, com ara les caigudes de pressió a través dels filtres d'oli o d'aire, els nivells de líquids en dipòsits (mitjançant la comparació entre la pressió per sobre i per sota del líquid) o taxes de flux (mesurant el canvi en la pressió a través d'una restricció en un tub). Tècnicament parlant, la majoria dels sensors de pressió són sensors de pressió diferencials; per exemple, un sensor de pressió manomètrica és merament un sensor de pressió diferencial en la qual un costat està obert a l'atmosfera ambient.
- Sensor de pressió segellada: és similar a un sensor de pressió manomètrica excepte que mesura la pressió amb relació a una pressió fixa en lloc de la pressió atmosfèrica ambient (que pot variar segons la ubicació i el temps meteorològic).

## Tecnologies de detecció de pressió

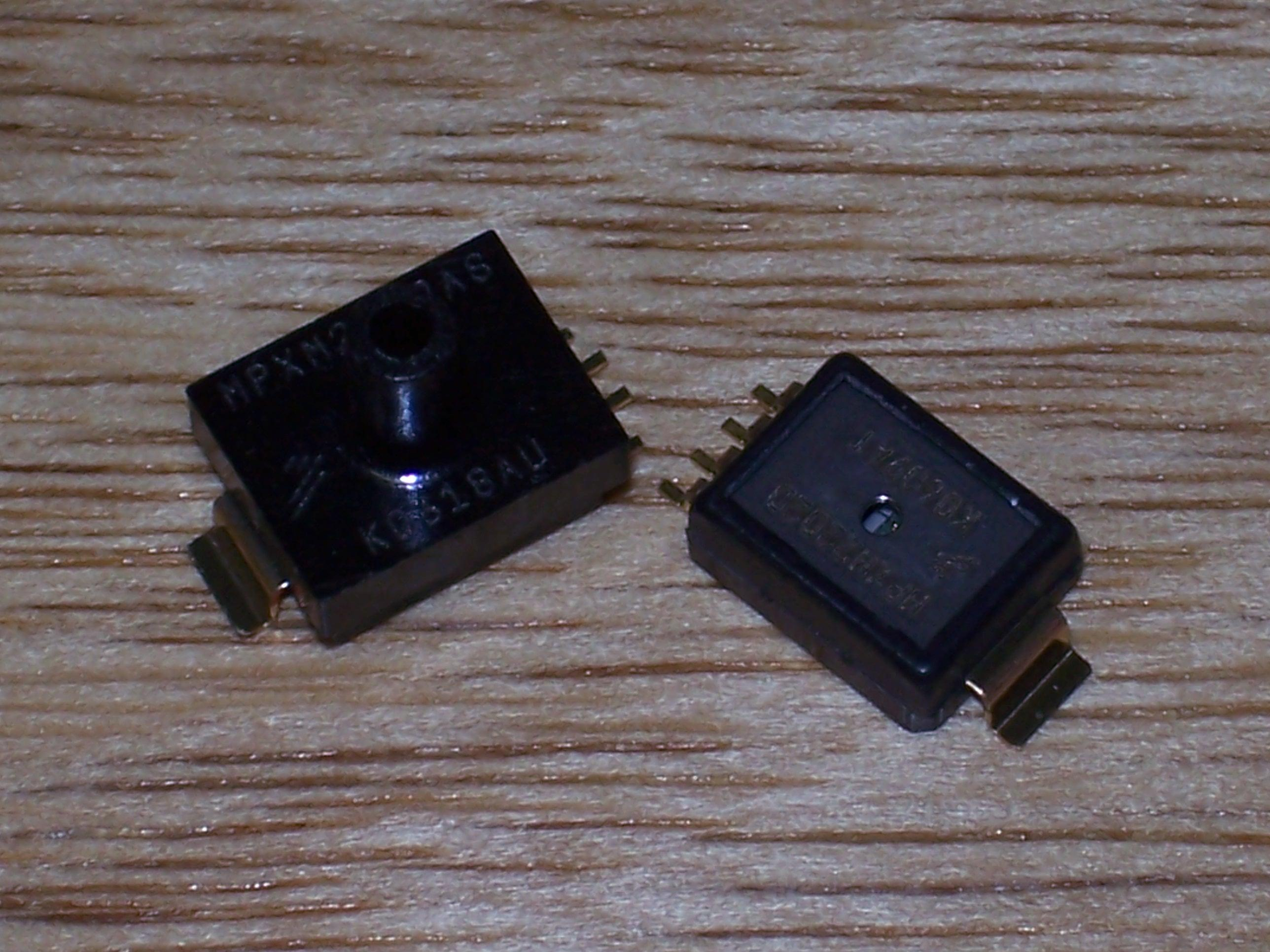
Sensors de pressió piezorresistus de silici

Hi ha dues categories bàsiques de sensors de pressió:
- amb col·lectors de força: utilitzen un col·lector de força (per exemple un diafragma, pistó, tub bourdon, o manxa) per a mesurar la tensió (o flexió) provocada per la força aplicada (pressió) sobre una àrea.
  - per tensió piezorresistiva: utilitza l'efecte piezorresistiu de les galgues extensomètriques per detectar la tensió provocada per una pressió aplicada. Per a la seva fabricació s'utilitzen tecnologies de silici monocristal·lí, polisilici de capa fina, i similars. En general, les galgues es connecten formant un circuit de pont de Wheatstone per a maximitzar la sortida del sensor i disminuir la sensibilitat a errors. Aquesta és la tecnologia de detecció més utilitzada en els sensors de pressió, i és adequada per a mesurar pressió absoluta, pressió manomètrica, pressió de buit i pressions diferencials.
  - capacitius: utilitza un diafragma i una cavitat de pressió per a crear un condensador variable per a detectar la tensió generada per la pressió aplicada. Se sol basar en tecnologia de metall, ceràmica, i diafragmes de silici. En general, aquesta tecnologia és la més utilitzada per a baixes pressions (absoluta, manomètrica i diferencial).
  - electromagnètics: mesura el desplaçament d'un diafragma a través de canvis en la inductància (reluctància), LVDT (transformador diferencial de variació lineal), efecte Hall, o pel principi de corrents de Foucault.
  - piezoelèctrics: utilitza l'efecte piezoelèctric en certs materials, com el quars, per a mesurar la tensió sobre el mecanisme de detecció provocada per la pressió. Aquesta tecnologia s'utilitza normalment per a la mesura de pressions molt dinàmiques.
  - òptics: es basen en el canvi físic d'una fibra òptica per detectar la tensió provocada per la pressió aplicada. Un exemple d'aquest tipus utilitza la tècnica de Fiber Bragg grating. Aquesta tecnologia s'empra en aplicacions exigents on la mesura pot ser molt difícil, com en condicions d'alta temperatura, o per a beneficiar-se de les tecnologies inherentment immunes a les interferències electromagnètiques. Una altra tècnica anàloga utilitza una pel·lícula elàstica formada per capes que poden canviar la longitud d'ona reflectida segons quina sigui la pressió aplicada (tensió).[3]
  - potenciomètrics: utilitza el moviment d'un fregall al llarg d'un mecanisme resistiu per a detectar la tensió causada per la pressió aplicada.

- altres tipus: utilitzen altres propietats físiques (com ara la densitat) per a inferir la pressió d'un gas o líquid.
  - per ressonància: utilitza els canvis en la freqüència de ressonància en el mecanisme de detecció per mesurar la tensió, o bé els canvis en la densitat del gas causats per la pressió aplicada. Aquesta tecnologia es pot usar en conjunció amb un col·lector de força, com ara els de la categoria anterior. Alternativament, la tecnologia de ressonància es pot emprar exposant el mateix element ressonant al medi a mesurar, ja que la freqüència de ressonància depèn de la densitat del medi en què es troba. Els sensors es fan de fil vibrant, cilindres vibrants, quars, i MEMS de silici. Generalment, aquesta tecnologia es considera quan es vol obtenir lectures molt estables al llarg del temps.
  - tèrmics: utilitza els canvis que sofreix la conductivitat tèrmica d'un gas al variar la densitat per a mesurar la pressió. Un exemple d'aquest tipus és el manòmetre de Pirani.
  - mesura de la ionització: mesura el flux de partícules de gas carregades (ions), que varien amb la densitat, per a mesurar la pressió. Els exemples més comuns són els mesuradors amb "càtode calent i fred".

## Aplicacions
Els sensors de pressió tenen moltes aplicacions:
- mesura de la pressió: es mesura directament la pressió, expressada com a força per unitat d'àrea. Això és útil en la instrumentació meteorològica, avions, automòbils, i qualsevol altra maquinària que treballi amb un sistema a pressió.
- mesura de l'altitud: això és útil en els avions, coets, satèl·lits, globus meteorològics, i moltes altres aplicacions. Totes aquestes aplicacions fan ús de la relació entre els canvis en la pressió relativa amb l'altitud. Aquesta relació es regeix per la següent equació, que dona el resultat en peus (ft):[4]

Aquesta equació està calibrada per a un altímetre fins 36.090 peus (11.000 m). Més amunt d'aquest interval es produeix un error provocat pel canvi de temperatura a mesura que pugem, que s'haurà de corregir en funció del tipus de sensor.
Els sensors de pressió baromètrica poden tenir una resolució d'altitud de menys d'1 metre, significativament millor que la dels sistemes GPS (uns 20 metres de resolució d'altitud). Per això, en les aplicacions de navegació s'utilitzen altímetres per a distingir entre els diferents nivells de carreteres sobreposades, en navegació per a automòbils, i entre els diferents pisos dels edificis, en navegació per a vianants.
- mesura de fluxos hidràulics (cabals): s'usa els sensors de pressió en conjunció amb l'efecte Venturi per a mesurar el cabal que circula per un tub. Es mesura la pressió diferencial entre dos segments d'un tub de Venturi que tinguin una obertura diferent. La diferència de pressió entre els dos segments és directament proporcional a la velocitat de flux a través del tub de Venturi. Com que la diferència de pressió sol ser petita cal un sensor de baixa pressió
- nivell o sensor de profunditat: un sensor de pressió també es pot usar per a calcular el nivell d'un fluid. Aquesta tècnica s'utilitza habitualment per a mesurar la fondària a què està submergit un cos (com un bus o un submarí), o per a saber el contingut de líquid en un dipòsit (com una torre d'aigua). A efectes pràctics, el nivell de líquid és directament proporcional a la pressió. En el cas de l'aigua, i en condicions de pressió atmosfèrica, 1 psi = 27,7 inH20 / 1Pa = 9.81 mmH20. L'equació bàsica per a una mesura d'aquest tipus és

- detecció de fuites: pot utilitzar-se un sensor de pressió per detectar caigudes de pressió provocades per fuites en un sistema. Això se sòl fer comparant la pressió amb la que es produeix en el cas d'una fuita coneguda, usant pressió diferencial, o bé fent el seguiment al llarg del temps dels canvis en les mesures de pressió.
- correcció ratiomètrica de la sortida d'un transductor: els transductors piezorresistius configurats com ponts de Wheatstone normalment mostren un comportament ratiomètric no només pel que fa a la pressió mesurada, sinó també per a la tensió d'alimentació del transductor.

on:
{\displaystyle V_{\mathrm {sortida} }} és la tensió de sortida del transductor.
{\displaystyle P} és la pressió mesurada real.
{\displaystyle K} és el factor d'escala nominal del transductor (suposant una tensió d'alimentació del transductor ideal) en unitats de tensió per pressió.
{\displaystyle Va_{\mathrm {real} }} és la tensió real d'alimentació del transductor.
{\displaystyle Va_{\mathrm {ideal} }} és la tensió ideal d'alimentació del transductor.
La correcció de les mesures dels transductors que tenen aquest comportament requereix la mesura de la tensió real d'alimentació del transductor, així comm de la tensió de sortida, i aplicar la correcció al senyal de sortida mitjançant la fórmula inversa a l'anterior:
NOTA: no es consideren en aquesta anàlisi els senyals presents normalment en transductors configurats com a ponts de Wheatstone.